# یواس‌اس هوپول (دی‌دی-۱۸۱)
یواس‌اس هوپول (دی‌دی-۱۸۱) (به انگلیسی: USS Hopewell (DD-181)) یک زیردریایی بود که طول آن ۳۱۴ فوت ۵ اینچ (۹۵٫۸۳ متر) بود. این زیردریایی در سال ۱۹۱۸ ساخته شد.